# Lisi (entreprise)
Pour les articles homonymes, voir Lisi.
LISI (LInk Solutions for Industry) est une entreprise française spécialisée dans la fabrication de fixation et de composants d'assemblage pour les industries automobile et aérospatiale, et la fabrication d'implants médicaux et d'ancillaires. Lisi est cotée à la Bourse de Paris.

## Historique
Le groupe LISI trouve ses racines dans la création en 1777 par Frédéric Japy d’une fabrique de mouvements d’horlogerie à Beaucourt près de Montbéliard. En 1899, les familles Kohler et Dubail fondent la Société Industrielle de Delle spécialisée dans la visserie par décolletage, qui fusionne en 1968 avec les entreprises Japy Viellard et Martouret S.A. qui possédait 2 usines : Saint-Étienne (quartier Terrenoire) et Monistrol-sur-Loire en Haute-Loire qui employaient environ 600 personnes pour créer la société GFD, premier fabricant français de visserie-boulonnerie standard et automobile. Il faut noter qu'à la suite des diverses fusions/absorptions intervenues à partir de 1977 la presque totalité des usines qui occupaient plus de 2 000 personnes ont disparu. En 1977, à la suite du rachat de la société Blanc Aéro, spécialisée dans les fixations aéronautiques, le nouveau groupe est rebaptisé GFI Industries.
En 2002, GFI Industries devient LISI, acronyme de LInk Solutions for Industry.
La société allemande Knipping est rachetée en 2005. En 2011, rachat du groupe Creuzet (Creuzet Aéronautique et Indraéro), puis en 2014, rachat de Manoir Aerospace, spécialisée dans la forge de pièces en métal pour l’aéronautique. En 2015, création d’une filiale commune avec la société Poly-Shape4 : Lisi Aérospace Additive Manufacturing, spécialisée dans la fabrication additive (impression 3D).

## Activités
Le groupe LISI est considéré comme le 3e plus gros sous-traitant français en 2015 par le magazine l’Usine Nouvelle. En 2018, il est constitué de 48 sites répartis dans 13 pays, sur 3 continents et emploie plus de 12 000 personnes.
Ses activités se divisent en trois branches : LISI Aerospace dans le domaine de l'aéronautique, LISI Automotive dans le domaine de l'automobile, et LISI Medical dans le domaine des implants médicaux.

### LISI Aerospace
LISI Aerospace fabrique à la fois des fixations (vis, écrou…), et des composants de structures (bord d’attaque, aubes de réacteur, structure de verrière Eurofighter). Elle est considérée comme le numéro trois mondial des fixations aéronautiques, derrière deux américains (Alcoa et PCC).
Ses principaux clients sont Airbus, Boeing, Safran, Embraer, Dassault Aviation, Bombardier…
En 2015, cette branche emploie 7 614 personnes dans 20 sites à travers le monde[réf. nécessaire].
Les investissements réalisés chaque année sont très importants. À titre d’exemple, 52 M€ ont été investis, et 160 personnes embauchées sur le site de Marmande depuis 2011, 20 M€ en 2014 dans le site de Parthenay pour la construction d'un nouveau bâtiment.
Les technologies de LISI AÉROSPACE vont de la frappe à chaud, à la chaudronnerie, au formage par extrusion, à l’usinage et au découpage, ainsi qu’au traitement thermique et au traitement de surface.
En 2014, LISI AÉROSPACE reprend le site Manoir Aérospace de Bar-sur-Aube.
En 2017, cette division a généré un chiffre d'affaires de 985,8 millions d'euros, soit 61 % de l'activité du groupe.

### LISI Automotive

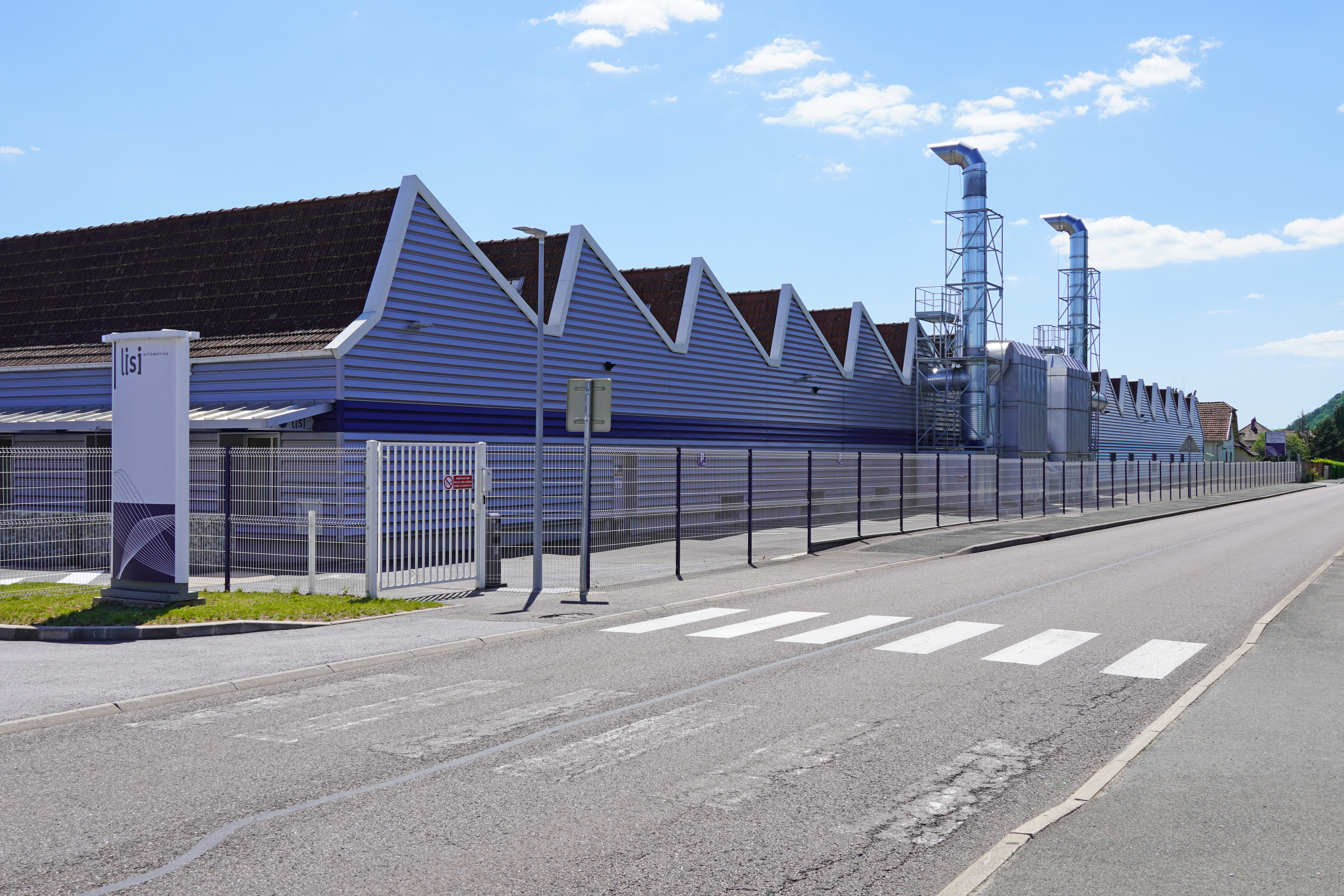
L'usine de Mélisey.

LISI Automotive est spécialisée dans les fixations et solutions d'assemblage pour l'automobile, les véhicules industriels. Elle est constituée des sociétés Former, Mecano, Mohr & Friedrich, Nomel, Knipping et Rapid.
Ses principaux clients sont Groupe PSA, Renault, Volkswagen, BMW, TRW, Faurecia…
Cette branche emploie 4 573 personnes dans 20 sites à travers le monde.
Tout comme dans l’aéronautique, le groupe réalise de lourds investissements pour sa filiale automobile. Ainsi,12 millions d’euros ont été investis sur son site de Dasle, spécialisé dans la frappe à froid.
Les principales technologies utilisées sont la frappe à froid, l'usinage de précision, l'injection plastique, la découpe métal ou encore les traitements de surface.
En 2017, cette division a généré un chiffre d'affaires de 509 millions d'euros, soit 31 % de l'activité du groupe.
Le 22 septembre 2017, LISI AUTOMOTIVE obtient l’acquisition de 51 % du capital de la société TERMAX LLC, un concepteur et fabricant de premier plan de solutions de fixations clippées métalliques et plastiques pour l’habillage automobile. Puis en 2018, l'entreprise acquiert à 100% Hi-vol products, un fabricant américain de composants mécaniques de sécurité pour l’industrie automobile.

### LISI Medical
LISI Medical est spécialiste de la fabrication d’implants et instruments orthopédiques, traumatologiques, rachidiens et dentaires.
Ses principaux clients sont Stryker, Zimmer, Biotech…
Cette branche emploie près de 900 personnes sur 5 sites à travers le monde (2 en France et 3 aux États-Unis).
En 2017, cette division a généré un chiffre d'affaires de 131 millions d'euros, soit 8% de l'activité du groupe.

## Actionnaires
Liste des principaux actionnaires au 14 décembre 2021 :
| Nom                                   | %      |
| ------------------------------------- | ------ |
| Cie Industrielle de Delle             | 54,8 % |
| Viellard (famille)                    | 5,75 % |
| Peugeot Invest                        | 5,08 % |
| Lisi (autocontrôle boursier)          | 2,18 % |
| Fidelity Management & Research        | 1,75 % |
| Lisi (actionnariat salarié)           | 1,56 % |
| Henderson Global Investors            | 1,47 % |
| Massachusetts Financial Services (en) | 1,19 % |
| Norges Bank Investment Management     | 1,13 % |
| Global Alpha Capital Management       | 0,91 % |